# Campionato mondiale giovanile di scherma 1993
Il Campionato mondiale juniores di scherma del 1993 ("1993 World Juniors Fencing Championships") è stato organizzato dalla Federazione internazionale della scherma e si è svolto a Denver in Stati Uniti d'America dal 7 al 8 aprile.
Nel fioretto, si sono aggiudicati i titoli del campionato mondiale il tedesco Jan Eric Rauhaus, che ha battuto in finale il francese David Soulier, e l'italiana Valentina Vezzali che ha avuto la meglio sulla magiara Magdolna Madarasz.
Nella spada il cinese Xing Liu ha battuto in finale il magiaro Attila Fekete, ottenendo il titolo mondiale juniores maschile, mentre tra le donne la tedesca Claudia Bokel ha superato l'italiana Elena Giussani.
Nella sciabola il russo Stanislav Pozdnyakov prevale sul magiaro Domonkos Ferjancsik.

## Podi

### Uomini
| Specialità  | Oro                  | Argento             | Bronzo                           |
| Individuali |                      |                     |                                  |
| Fioretto    | Jan Eric Rauhaus     | David Soulier       | Marco Falchetto Lorenzo Taddei   |
| Spada       | Xing Liu             | Attila Fekete       | Giovanni Cafiero Hugues Obry     |
| Sciabola    | Stanislav Pozdnyakov | Domonkos Ferjancsik | Eero Lehmann Alin-Florin Lupeica |

### Donne
| Specialità  | Oro               | Argento           | Bronzo                            |
| Individuali |                   |                   |                                   |
| Fioretto    | Valentina Vezzali | Magdolna Madarasz | Annamaria Giacometti Aida Mohamed |
| Spada       | Claudia Bokel     | Elena Giussani    | Oxana Ermakova Ingela Ronquist    |

## Medagliere
| Pos.   | Nazione  | Oro | Argento | Bronzo | Totale |
| ------ | -------- | --- | ------- | ------ | ------ |
| 1      | Germania | 2   | 0       | 1      | 3      |
| 2      | Italia   | 1   | 1       | 3      | 5      |
| 3      | Russia   | 1   | 0       | 1      | 2      |
| 4      | Cina     | 1   | 0       | 0      | 1      |
| 5      | Ungheria | 0   | 3       | 1      | 4      |
| 6      | Francia  | 0   | 1       | 1      | 2      |
| 7      | Romania  | 0   | 0       | 1      | 1      |
| 7      | Austria  | 0   | 0       | 1      | 1      |
| 7      | Svezia   | 0   | 0       | 1      | 1      |
| Totale | Totale   | 5   | 5       | 10     | 20     |